# 제르마 66
제르마 66(Germa 66, ジェルマ ダブル・シックス)는 일본 만화 및 애니메이션 《원피스》에 등장하는 가공의 단체이다.

## 소개
빈스모크 가문이 이끄는 군대이다. 제르마 66의 무기는 클론병사, 변형슈트 등 첨단 과학이 가미되어 있다. 과거에는 무력으로 노스 블루 전체를 지배한 악의 군대로 불렸다. 현재는 영토가 없지만 국가로 인정받아 세계정부의 회의인 '레벨리'에도 참석할 수 있다. 뛰어난 과학 기술력을 이용한 무장을 이용한다. 다른 나라의 전쟁에 참가하여 도와주고 보수를 받는 용병 일을 하고 있다.

## 가족 구성원
아버지 빈스모크 저지
어머니 故 빈스모크 소라
장녀 빈스모크 레이쥬
장남 빈스모크 이치디
차남 빈스모크 니디
사남 빈스모크 욘디
삼남 빈스모크 상디

## 그 외 인물
박사
항상 고글을 쓰고 있으며, 제르마 66의 과학자이다.
코제트
성우: 스즈키 마사미
성우: 강은애(대원방송)
빈스모크 일가의 요리사이다. 후에 니디에게 심한 폭행을 당한 후 상디에게 발견된다.
에포니
빈스모크 소라의 시종이다.